# Боян Радев
Боян Радев Александров е български състезател по класическа борба в категория до 97 кг. Той е първият двукратен олимпийски шампион в България.

## Биография
Роден е на 25 февруари 1942 г. в с. Мошино (днес кв. Мошино на Перник). Състезател по борба класически стил, състезаващ се за „Спартак“-София.

## Спортни успехи
- олимпийски шампион от Токио'1964 и Мексико'1968
- световен шампион от Толедо през 1966 г.
- световен вицешампион през 1962 и 1967 г.
- европейски вицешампион през 1968 г.
- спортист на годината в България за 1964, 1967 и 1968 г.

Обявен е за заслужил майстор на спорта. През 2009 г. получава най-високото отличие на Международната федерация по борба (ФИЛА) – „Златна огърлица“. Боян Радев е приет и в Залата на славата на Международната федерация по борба (ФИЛА) в Оклахома (САЩ).
След приключване на спортната си кариера работи в системата на МВР
На 24 април 2014 Боян Радев е избран за спортист на века в Спортен клуб Левски. Тържеството по награждаване е проведено в музея на спорта на стадион „Васил Левски“ и е част от програмата „100 години Левски“ по случай вековния юбилей на „синия“ клуб.

## Колекционерска дейност
Освен като борец, Боян Радев е известен и като виден колекционер и дарител. Обявен е за дарител № 1 на Националния исторически музей. В музея, има наречена на неговото име зала „Дарение Боян Радев“експозиция са изложени ценни паметници колекцията му, над 170 експоната – икони, църковна утвар, дърворезби, каменни пластики, между които три мраморни римски портрета от ІІ-ІІІ век сл. Хр., изпълнени от неизвестен даровит скулптор.
Сред оброчните релефи преобладават посветителните паметници на Артемида, представени в архаичната иконография като покровителка на природата и живота, което може да се свърже със старата тракийска почит към Великата богиня майка в хипостазата ѝ на Потния терон.
Радев дарява на НИМ и всички свои награди и отличия от борбата.

## Галерия от експозицията в НИМ
- Медал „Пиер дьо Кубертен“ връчен на Боян Радев, за изключителните му заслуги към спорта, НИМ
- Златен медал на Боян Радев от олимпийските игри в Мексико 1968 (дарен на НИМ)
- Златен медал на Боян Радев от олимпийските игри в Токио 1964 (дарен на НИМ)
- Бюст на Боян Радев, автор Георги Чапкънов, НИМ
- Медал даден на Боян Радев, даден му по повод включването му в Залата на Славата на Международната федерация по борба, 2009 година,НИМ
- Най-високото отличие на Международната федерация по борба (ФИЛА) – „Златна огърлица“, с която е удостоен през 2009 г.,НИМ
- Оброчни камъни на древногръцката богиня Артемида, намерени в югозападна България и дарени на НИМ от Боян Радев
- Орден „Св. Св. Кирил и Методий“ с който за „Особени заслуги в областта на културата“ е удостоен Боян Радев, НИМ